# Колонок
Колонокът (Mustela sibirica) е вид бозайник от семейство Порови (Mustelidae).

## Разпространение и местообитание
Разпространен е в Бутан, Виетнам, Индия, Китай, Лаос, Мианмар, Монголия, Непал, Пакистан, Русия, Северна Корея, Тайланд, Южна Корея и Япония.